# Nazionale femminile di hockey su ghiaccio dell'Australia
La nazionale di hockey su ghiaccio femminile dell'Australia è controllata dalla Federazione di hockey su ghiaccio dell'Australia, la federazione australiana di hockey su ghiaccio, ed è la selezione che rappresenta l'Australia nelle competizioni internazionali femminili di questo sport.

## Competizioni principali

### Olimpiadi invernali
Nessuna partecipazione